# Олісницький Маркелін Олексійович
Маркелін Олісницький (1848, Теофіполь, Волинська губернія — 12 (25) березня 1905) — богослов, викладач і духовний письменник, брат Йоакима Олісницького (професор по кафедрі біблійної археології в Київській Духовній Академії).

## Біографія
Народився в містечку Теофіполь Старокостянтинівського повіту Волинської губернії в родині протоієрея.
Освіту здобув в духовному училищі, а потім у духовній семінарії. У 1869 році став студентом Київської духовної академії. Закінчив цей навчальний заклад в 1873 році, був на своєму курсі кращим за успішністю і з цієї причини був залишений викладати в академії на кафедрі морального богослов'я і педагогіки. У 1883 році отримав звання екстраординарного професора морального богослов'я, в 1904 році, за кілька місяців до смерті, став доктором богослов'я за дослідження «Із системи християнської моралі» (Київ, 1896). Ніколи не був одружений.